# Viva Emptiness
Viva Emptiness (2003) är Katatonias sjätte studioalbum. Det spelades in i Studio 301 i Stockholm mellan oktober och november 2002 av Katatonia och Ian Agate. I december 2002 mixades albumet av Jens Borgen, Jonas Renkse och Anders Nyström i Studio Kuling i Örebro.

## Låtförteckning
All sångtext är skriven av Renkse, alla låtar är komponerade av Renkse och Nyström, om inte annat anges.
| Nr           | Titel                                       | Längd |
| ------------ | ------------------------------------------- | ----- |
| 1.           | Ghost of the Sun                            | 4:07  |
| 2.           | Sleeper                                     | 4:08  |
| 3.           | Criminals                                   | 3:47  |
| 4.           | A Premonition (F. Norrman, Nyström, Renkse) | 3:33  |
| 5.           | Will I Arrive                               | 4:09  |
| 6.           | Burn the Remembrance                        | 5:22  |
| 7.           | Wealth                                      | 4:22  |
| 8.           | One Year from Now                           | 4:02  |
| 9.           | Walking by a Wire                           | 3:32  |
| 10.          | Complicity                                  | 4:01  |
| 11.          | Evidence                                    | 4:36  |
| 12.          | Omerta (Renkse)                             | 2:58  |
| 13.          | Inside the City of Glass (instrumental)     | 4:08  |
| Total längd: | Total längd:                                | 52:45 |

| 1.           | Ghost of the Sun         | 4:07  |
| 2.           | Sleeper                  | 4:10  |
| 3.           | Criminals                | 3:50  |
| 4.           | A Premonition            | 3:34  |
| 5.           | Will I Arrive            | 4:07  |
| 6.           | Burn the Remembrance     | 5:25  |
| 7.           | Wealth                   | 4:24  |
| 8.           | One Year from Now        | 4:04  |
| 9.           | Walking by a Wire        | 3:35  |
| 10.          | Complicity               | 4:05  |
| 11.          | Evidence                 | 4:36  |
| 12.          | Omerta                   | 3:00  |
| 13.          | Wait Outside             | 3:39  |
| 14.          | Inside the City of Glass | 5:35  |
| Total längd: | Total längd:             | 58:11 |